# Échelet leucophée
Cormobates leucophaea
Espèce
Synonymes
- Cormobates leucophaeus

Statut de conservation UICN

 LC  : Préoccupation mineure
L’Échelet leucophée (Cormobates leucophaea) est une espèce de passereaux de la famille des Climacteridae. Il vit dans les forêts de l'est de l'Australie. C'est un petit oiseau au plumage surtout brun et blanc qui mesure environ 15 cm de longueur en moyenne. Il est insectivore, mangeant essentiellement des fourmis. Contrairement aux oiseaux du genre Climacteris, il ne se livre pas à une reproduction coopérative.
Il est protégé en Australie dans le cadre du National Parks and Wildlife Act de 1974.

## Description
Il mesure de 13 à 17 cm de longueur avec une envergure de 19 à 26 cm, soit en moyenne 23 cm, avec une masse moyenne de 22 g, il a une gorge blanche, la poitrine, le ventre et les flancs rayés de brun foncé et de blanc. Les parties supérieures et les ailes sont brun foncé, avec une tache chamois sur les ailes. Contrairement à d'autres échelets, il n'a pas de sourcil clair. Le bec et les pattes sont noirs. La femelle a une tache orange sur la nuque. Les oiseaux immatures ont un croupion brun orangé et des  marques blanches sur les scapulaires. L'appel est un pépiement aigu.

### Alimentation
L'oiseau se nourrit de fourmis

## Distribution
Cette espèce se trouve du golfe Saint-Vincent en Australie-Méridionale, au Victoria, dans l'est de la Nouvelle-Galles du Sud et au sud-est du Queensland, avec une zone plus au nord, du mont Spec à Cooktown.

## Habitat
Cet oiseau préfère les forêts humides et les forêts tropicales.

## Galerie

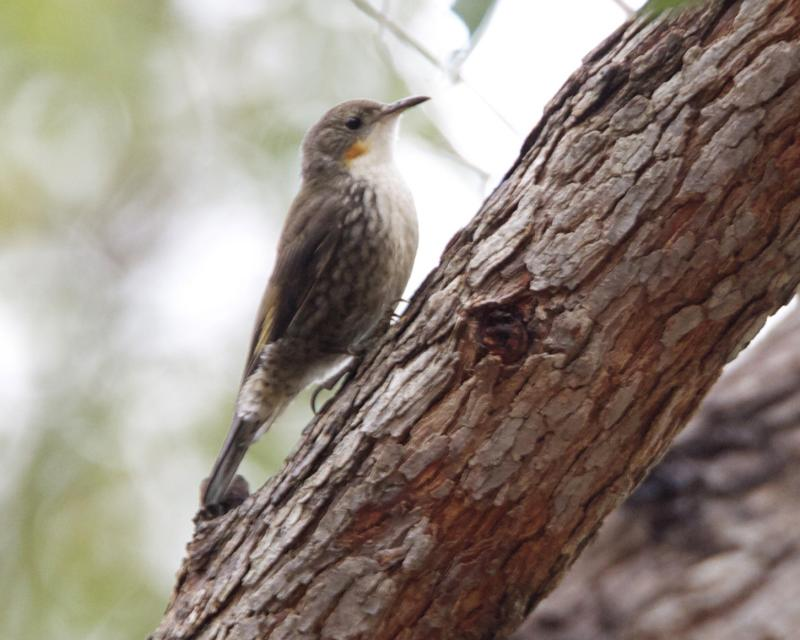
Femelle